# セルジオ・クラウディオ・ドス・サントス
セルジーニョ（Serginho）こと、セルジオ・クラウディオ・ドス・サントス（Sergio Claudio dos Santos、1971年6月27日 - ）は、ブラジル・ニロポリス出身の元同国代表サッカー選手。ポジションはMF、DF(サイドバック)。

## 来歴
ブラジル代表には1998年に招集され、99年の南米選手権優勝、コンフェデレーションズ杯準優勝などを経験した。
キャリア晩年には、所属するミランでスーパーサブとして活躍していた。クラブではDF陣に怪我人が続出し、左SBが安定しない時期があったため、セルジーニョが同ポジションに抜擢されることがあった。それが見事にハマり、既に30代も半ばに差し掛かっていたが、衰え知らずのスピードに乗ったドリブル突破で相手DF陣をかき乱す働きを見せ、堅固なDF陣と中盤のハードワーカーの支えで守備力の低さを補うことができ、超攻撃的左SBとして活躍した。
2007-2008シーズン終了後、現役を引退。現在はACミランの南米担当スカウト。

## 選手経歴
- ItaperunaEC 1992-1993
- ECバイーア 1993-1994
- フラメンゴ 1994
- クルゼイロEC 1995
- サンパウロFC 1996-1998
- ACミラン 1999-2008